# 1986 (szám)
Az 1986 (római számmal: MCMLXXXVI) az 1985 és 1987 között található természetes szám.

## A matematikában
A tízes számrendszerbeli 1986-os a kettes számrendszerben 11111000010, a nyolcas számrendszerben 3702, a tizenhatos számrendszerben 7C2 alakban írható fel.
Az 1986 páros szám, összetett szám, szfenikus szám. Kanonikus alakja 21 · 31 · 3311, normálalakban az 1,986 · 103 szorzattal írható fel. Nyolc osztója van a természetes számok halmazán, ezek növekvő sorrendben: 1, 2, 3, 6, 331, 662, 993 és 1986.
Az 1986 egyetlen szám valódiosztóösszeg-függvényeként sem áll elő, ezért érinthetetlen szám.